# 八木沙季
八木 沙季（やぎ さき、1993年5月31日 - ）は、日本の歌手、タレント、TikTokerで、アイドルグループ・Lovelysの元メンバー。愛称はさきぴょん、しゃき。イメージカラーは水色。
兵庫県姫路市出身。血液型A型。身長164cm。足のサイズ23.0cm。YU-M エンターテインメント所属。かつて吉本興業大阪、アップフロントグループ関西支社に所属していた。
TikTokを中心に、「検証します」を決まり文句として、検証アイドルとして人気を得ている。フォロワー約60万人。

## 略歴
- 2010年4月、ミューモアヨシモトの「新生つぼみオーディション」の結果、つぼみに加入（ミューモア組・同期11名）。
- 2010年4月29日、in→dependent theatre 2ndで行われたお披露目式にてデビュー。
- 2013年3月3日、アリオ八尾で行われた「よしもとお笑い見本市inアリオ八尾 ひな祭り女子スペシャル」にて、腹話術人形ポテトくんと腹話術アイドルとしてデビュー。
- 2013年12月23日、5upよしもとで行われた「つぼみ公演スペシャル〜あなたと過ごすクリスマス!」でパントマイムを披露。
- 2013年12月27日、姫路商工会議所青年部によって結成された姫路のご当地アイドル・KRD8に加入。2013年12月28日更新分の「桜・稲垣早希と つぼみの毎日開花宣言!!ブログ」（現・よしもと発めっちゃオモロイアイドルユニットつぼみの毎日開花宣言ブログ）と在籍当時の自身のブログ（ラフブロ）にて、つぼみと並行して活動していくことを宣言。
- 2014年3月30日、5upよしもと（現・よしもと漫才劇場）で行われた「つぼみ公演〜目指す夢〜」をもって、つぼみを卒業。同公演終了後に更新した自身のブログにて「改めてKRD8で活動しながらアイドルを目指す」と述べており、事実上KRD8への完全移籍を公言。当時吉本興業に残留するのか不明であったが、芸能界引退した元つぼみメンバー同様に、当初予定されていた自身のブログのYahoo!ブログへの移行が急遽取り止めとなりそのまま閉鎖される。その後、5月に開設された新ブログも同年6月に閉鎖され、吉本を退社した。
- 2014年6月17日、オーディションを経て、アップフロント関西に所属。アイドルユニット・Lovelysへの加入を報告し、KRD8とは兼任で活動を行う。
- 2014年6月30日、OSAKA RUIDOで行われた「Lovely Friend Party!! Vol.13〜さきぴょんいらっしゃい!!!!〜」でLovelysとしてお披露目。
- 2015年3月31日付でのKRD8運営団体移行に伴い、2015年3月6日更新分のKRD8公式ブログと同日に更新した自身のオフィシャルブログにて、同年4月以降もKRD8とLovelysの兼任を続行する事を発表した。
- 2015年6月1日、姫路Betaにて、自身初のバースデーイベント「沙季の魅力に気付いてくれた敏感な人たち」を行った。
- 2016年3月25日、姫路Betaで行われた「春が来た!〜KRD8単独ライブ〜」をもってKRD8を卒業。以降はLovelysの活動に専念する。
- 2016年4月6日、ハロー!プロジェクトオフィシャルショップ大阪店4階にて自身初の定期イベント「やぎしゃきのしゃきっとしなはれ〜!」が行われた（当初は毎週水曜日に開催されていたが2019年以降は不定期開催）。
- 2016年9月25日、OSAKA RUIDOで行われた「Lovelys!!!! platinum LIVE〜いちばん大事なこと〜」をもって、Yes Happy!がLovelysから卒業し、以降同ユニットは宮崎梨緒とのデュオとして活動。
- 2020年10月3日、講談社「ミスiD」のセミファイナリスト進出ならずも、リエントリーの結果再進出した[7]
- 2022年7月10日、ソロイベント「TikToker八木沙季 初のオフ会で検証します!」をタワーレコードNU茶屋町店で開催。
- 2022年11月12日、所属グループであるLovelysが2023年3月27日の単独ライブをもって活動を終了し解散すること、それに伴い所属事務所であるアップフロントグループ関西支社を退所すること、また、解散後はソロとして芸能活動を続けていくことを発表[8]。
- 2023年4月1日、所属事務所をYU-M エンターテインメントへ移籍[9]。

## 人物
- 吉本発のガールズユニット（当時）つぼみの元メンバー、同期にシュークリーム（吉岡久美子・しより）、中上亜耶（よしもと所属マジシャンあやつるぽん）、村上文香（元NMB48、現NHK大津キャスター）、いうちりならがいる。
- つぼみ内の旧チーム体制ではチームcoolに所属していた。また、つぼみ内のダンス選抜ユニット「mix」の常連メンバーでもあった。
- つぼみ在籍時のキャッチコピーは「アクロバティックNo.1」、KRD8在籍時のキャッチコピーは「生粋の姫っ子」であった。
- 姉が1人いる[10]。
- ステージ上など表舞台に立つ際には友人のうぱぎ（ウーパールーパーとうさぎの子供）ないしは、その親族を右肩に乗せている。
- Lovelysでは飛び道具を担当。宮崎梨緒とのデュオになってからは、「肩に何か乗っている方」、「背の高い方」等と名乗っていた。
- 好きな食べ物1位はカレーライス、2位は豚キムチ、3位はフライドポテト。嫌いな食べ物は紫蘇、トマト。
- 動画編集を特技としており、イベント、ライブで使用する映像やLovelysのミュージックビデオの大部分を自ら制作している。
- 目が悪く、普段はコンタクトレンズを使用している。
- 特技は、アクロバット、腹話術、パントマイム。

## 楽曲

### オリジナル曲
| タイトル           | 作詞     | 作曲     |
| ------------------ | -------- | -------- |
| さきちゃんとぼく。 | うぱぎ   | うぱぎ   |
| オカシナセカイ     | 八木沙季 |          |
| BASSAI!!           | 八木沙季 |          |
| 右耳にささやいて   | 石田竜平 | 石田竜平 |

### 配信シングル
| 枚 | リリース      | タイトル             | 収録曲                                                                    | 規格品番 | 備 考                             |
| -- | ------------- | -------------------- | ------------------------------------------------------------------------- | -------- | --------------------------------- |
| 1  | 2023年6月1日  | 検SHOWします！       | 1. 検SHOWします！ 2. 検SHOWします！（Instrumental）                       | -        | 作詞・作曲 michitomo、編曲 田中希 |
| 2  | 2023年9月20日 | 東京の女に私はなる！ | 1. 東京の女に私はなる！ 〜上京編〜 2. 東京の女に私はなる！ 〜都会の女編〜 | -        | 作詞・作曲 新山俊也、保村真咲     |

## 出演

### テレビ
- アニメ&特撮大好き!O・BA・MA内のコーナー｢特捜指令!O・BA・BA｣（Music Japan TV）
- ツキギメ! 奇跡のムチャぶり大作戦 ムチャレンジ!! （2013年5月8日、関西テレビ）
- 2時コレ!しっとぉ!?（2014年2月7日、サンテレビ） - KRD8のメンバーとして出演。
- 深夜に発見!新shock感〜一度おためしください〜（2019年11月16日・23日、テレビ東京）
- ちゃーじ（2021年11月10日、東海テレビ）

### ラジオ
- ハンドレッドレディオ（2012年11月8日、MBSラジオ）
- オンスト（2012年10月30日、2013年12月16日、YES-fm）
- らじたま（2018年7月16日、調布FM）
- ヤングタウン土曜日（2022年1月15日、MBSラジオ）

### ネット配信
- つぼみのニコニコランド!（ニコニコ生放送） - 金曜日→水曜日出演
- がっきーのざわざわパラダイス…!!（ニコニコ生放送） - ゲスト出演
- 矢口真里の火曜The NIGHT（2022年6月22日、ABEMA）
- @ JAM The World （ミクチャ、2024年6月3日- ） - 毎週月曜21時から

### DVD
- つぼみの開花宣言!! 〜はじめてのDVDガンバリました!〜（2011年2月9日発売）

### ライブ・イベント
- ソロイベント「TikToker八木沙季 初のオフ会で検証します!」（2022年7月10日、タワーレコードNU茶屋町店）
- 八木沙季バースデーライブ〜しゃき、東京の女になる〜（2023年5月31日、表参道GROUND）[11]
- 八木沙季ライブツアー2024 しゃきっとツアーやりなはれ〜！（2024年1月7日 OSAKA MUSE、2024年1月14日 表参道GROUND）

### 舞台
- アリスインプロジェクト「魔銃ドナーKIX」（2015年11月19日・20日・22日、in→dependent theatre 2nd / 11月28日、FunxFam劇場）- ゲスト出演
- THE アイスビールショー（2012年1月15日、5upよしもと） - つぼみダンス選抜ユニットmixの一員として出演